# Добрилове Євангеліє

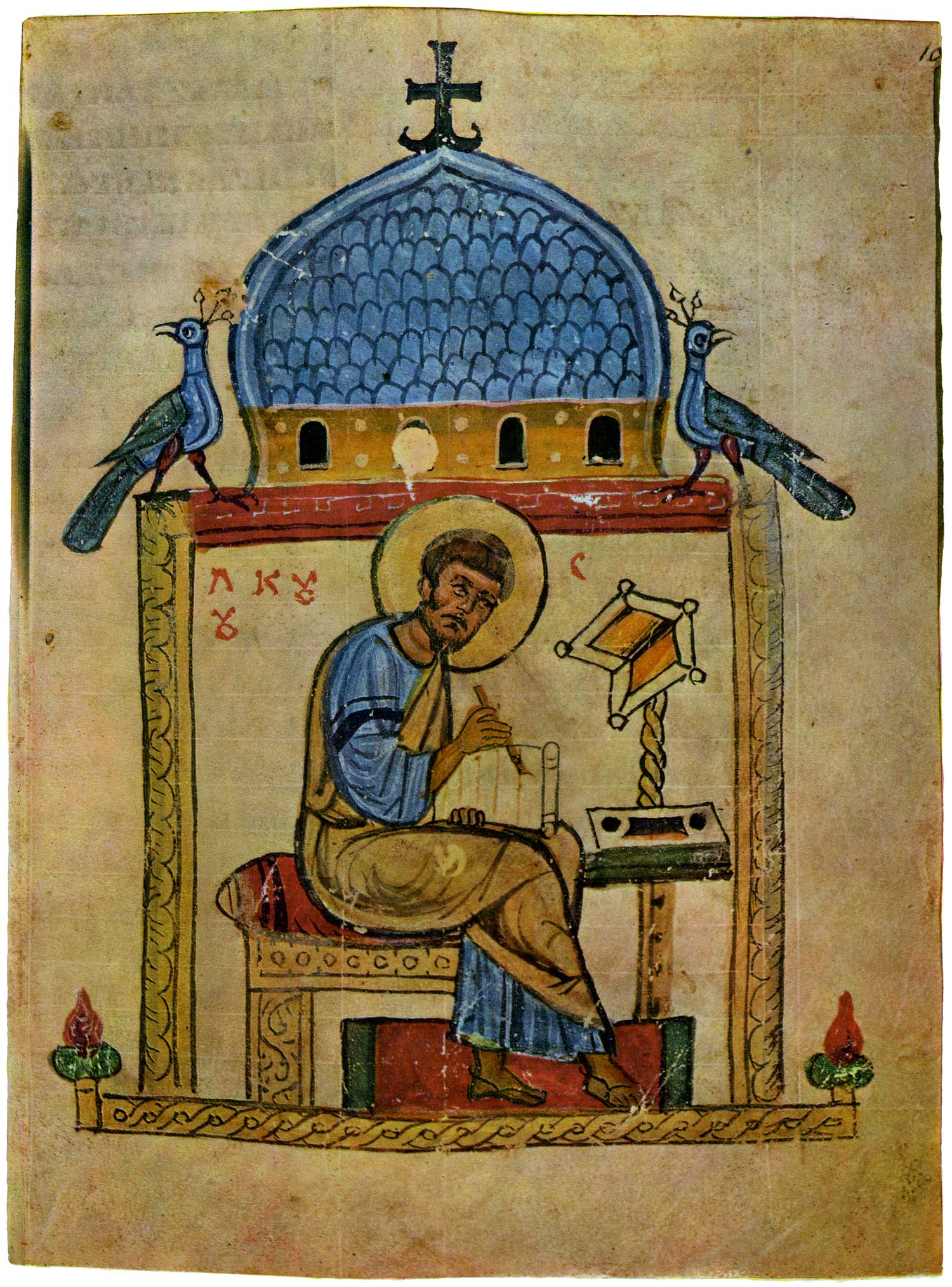
Добрилове Євангеліє. 1164 рік.

Добрилове Євангеліє — рукописне Євангеліє 1164 р., переписане на пергамент з церковно-слов'янського оригіналу дияконом Добрилом, з українськими мовними особливостями. Пам'ятка української мови.
Це Євангеліє-апракос, у якому вміщено зачала для щоденних читань на всі дні літургійного року.
Добрилове Євангеліє — пам'ятка церковнослов'янської мови східнослов'янської редакції, у якій зафіксовано низку визначальних рис української мови, найвизначніша серед яких — так званий «новий» ѣ (нині — і) на місці етимологічного e перед складом із занепалим ь (у новозакритому складі). Це робить Добрилове Євангеліє важливою пам'яткою для вивчення історії української мови.
Василь Німчук, критично аналізуючи погляди своїх попередників, згідно з якими Добрилове Євангеліє локалізують неоднаково — пов'язують, наприклад, з північними теренами Київської Русі, зокрема з Новгородом (Г. Воскресенський, А. Кримський, І. Свєнціцький, В. Дем'янчук), або ж із Смоленськом (Я. Щапов), професор переконливо доводить, що рукопис постав неподалік Києва, можливо, при церкві св. Апостолів на Берестовому. Учений залучає різні факти — історичні свідчення, дані Повісті минулих літ, мовні особливості, тексти грамоти-графіто ХІІ ст. Київського Софійського собору, а також ономастичний матеріал, зіставляє їх і на цій основі доходить висновку щодо локалізації пам'ятки.
За змістом Добрилове Євангеліє — апракос повний (читання після Пятидесятниці до Великого посту на усі дні неділі). Перед місяцесловом — ранішні недільні Євангелія (арк. 241—245); в місяцеслові з соборником читання на пам'ять руських князів Бориса і Гліба (арк. 245—269); за місяцесловом — два читання на особливі потреби (за «бездождєє», за «брань» і за «болящая»). Художнє оздоблення Добрилового Євангелія має чотири заставки, 355 ініціалів, одна кінцівка, чотири мініатюри. Усі заставки П-подібної форми.